# Blackburn Rovers FC (rezerva a akademie)
Rezerva Blackburnu Rovers FC je rezervní tým anglického klubu Blackburn Rovers FC. Rezerva hraje ligovou sezónu v Premier League do 21 let, což je nejvyšší liga v Anglii pro tuto věkovou kategorii. Trenérem je Damien Johnson.
Akademie Blackburnu Rovers FC je výběr hráčů Blackburnu Rovers do 18 a méně let. Akademie působí v Premier League do 18 let a v FA Youth Cupu.

## Sestava U21
Aktuální k datu: 19. březen 2016
| Číslo |           | Pozice | Hráč           |
| ----- | --------- | ------ | -------------- |
| —     | Skotsko   | B      | Ryan Crump     |
| —     | Anglie    | B      | Andrew Fisher  |
| —     | Anglie    | O      | Scott Wharton  |
| —     | Skotsko   | O      | Sam Lavelle    |
| —     | Anglie    | O      | Jack Doyle     |
| —     | Anglie    | O      | Connor Thomson |
| —     | Namibie   | O      | Ryan Nyambe    |
| —     | Anglie    | Z      | David Carson   |
| —     | Austrálie | Z      | Hyuga Tanner   |

| Číslo |        | Pozice | Hráč             |
| ----- | ------ | ------ | ---------------- |
| —     | Anglie | Z      | Willem Tomlinson |
| —     | Anglie | Ú      | Luke Wall        |
| —     | Anglie | Ú      | Connor Mahoney   |
| —     | Anglie | Ú      | Anton Forrester  |
| —     | Anglie | Ú      | Sam Joel         |
| —     | Anglie | Ú      | Dean Rittenberg  |
| —     | Anglie | Ú      | Devarn Green     |
| —     | Anglie | Ú      | Lewis Mansell    |

## Sestava U18
Aktuální k datu: 19. březen 2016
| Číslo |           | Pozice | Hráč                |
| ----- | --------- | ------ | ------------------- |
| —     | Anglie    | B      | Ben Ascroft         |
| —     | Anglie    | O      | Tyler Magloire      |
| —     | Anglie    | O      | Matthew Platt       |
| —     | Anglie    | O      | Charley Doyle       |
| —     | Anglie    | O      | Joe Rankin-Costello |
| —     | Anglie    | O      | Lewis Travis        |
| —     | Wales     | O      | Ben Williams        |
| —     | Anglie    | O      | Josh Askew          |
| —     | Anglie    | O      | Matty Makinson      |
| —     | Španělsko | O      | Jan Pirretas        |

| Číslo |           | Pozice | Hráč             |
| ----- | --------- | ------ | ---------------- |
| —     | Španělsko | Z      | Stefan Mols      |
| —     | Anglie    | Z      | Joe Grayson      |
| —     | Anglie    | Z      | Lewis Hardcastle |
| —     | Anglie    | Ú      | Bradley Ware     |
| —     | Anglie    | Ú      | Joel Steer       |
| —     | Anglie    | Ú      | Mason Fawns      |
| —     | Skotsko   | Ú      | Callum Hendry    |
| —     | Anglie    | Ú      | Tre Pemberton    |
| —     | Anglie    | Ú      | Alex Curran      |
| —     | Anglie    | Ú      | Ramirez Howarth  |